# Sociedade Musical Lira Mateense
A Sociedade Musical Lira Mateense, conhecida apenas como Lira Mateense, é uma orquestra e banda de fanfarra com sede no município de São Mateus, estado do Espírito Santo. Foi fundada em 21 de setembro de 1909, sendo antecedida pela banda Aurora do Porvir, egressa de um movimento musical do século XIX. Atua também na educação musical de jovens e adultos de forma gratuita